# Berliet VU
Mit Berliet VU bezeichnete der französische Kraftfahrzeughersteller Berliet eine Anzahl von allradgetriebenen (4×4) Fahrgestellen für Gelände-Kraftfahrzeuge.

## Generelles
Ab Ende der 1920er Jahre baute der Kraftfahrzeughersteller Berliet eine Reihe von Vierradfahrzeugen mit Allradantrieb, deren Typenbezeichnung mit dem Kürzel „VU“ begannen. Hier bei stand V für „voiture“, womit Berliet einen PKW oder leichten LKW (mit bis zu 3,5 Tonnen Nutzlast) kennzeichnete. Mit „U“ als zweitem Buchstaben wurden im Hause Berliet grundsätzlich Vierradfahrzeuge mit Allradantrieb bezeichnet. Sie waren vor allen Dingen für den Einsatz beim Militär gedacht und wurden auch von der französischen Armee ausgiebig erprobt, teilweise mit Panzerkarosserien versehen und in Serien hergestellt. Die nachfolgende Aufzählung umfasst alle bis 1945 bei Berliet gebauten Fahrzeuge mit diesem Typenkürzel, sie sind in alphabetischer (nicht in historischer) Reihenfolge gelistet.

## Berliet VUB
Es handelte sich um ein Fahrzeug mit Panzerkarosserie, jedoch ohne Turm. Der eingebaute wassergekühlte Vierzylinder-Ottomotor des Typs MKB2 (Bohrung × Hub 110 × 154,8 mm, woraus sich ein Hubraum von 5884 cm³ errechnet), war steuerlich mit 22 CV eingestuft, die bei 1200/min entwickelte effektive Leistung ist nicht angegeben. Das Vierganggetriebe hatte ein Vorgelegegetriebe. Das Leergewicht betrug 6900 kg, voll beladen wog das Fahrzeug 8 Tonnen. Ein Fahrzeug zu Erprobungszwecken wurde gebaut und erhielt seine allgemeine Betriebserlaubnis am 30. Mai 1933, verfiel aber der Ablehnung, weil zu schwer, stattdessen entschied sich die französische Armee für den Panhard 178.

## Berliet VUCL und VUCM

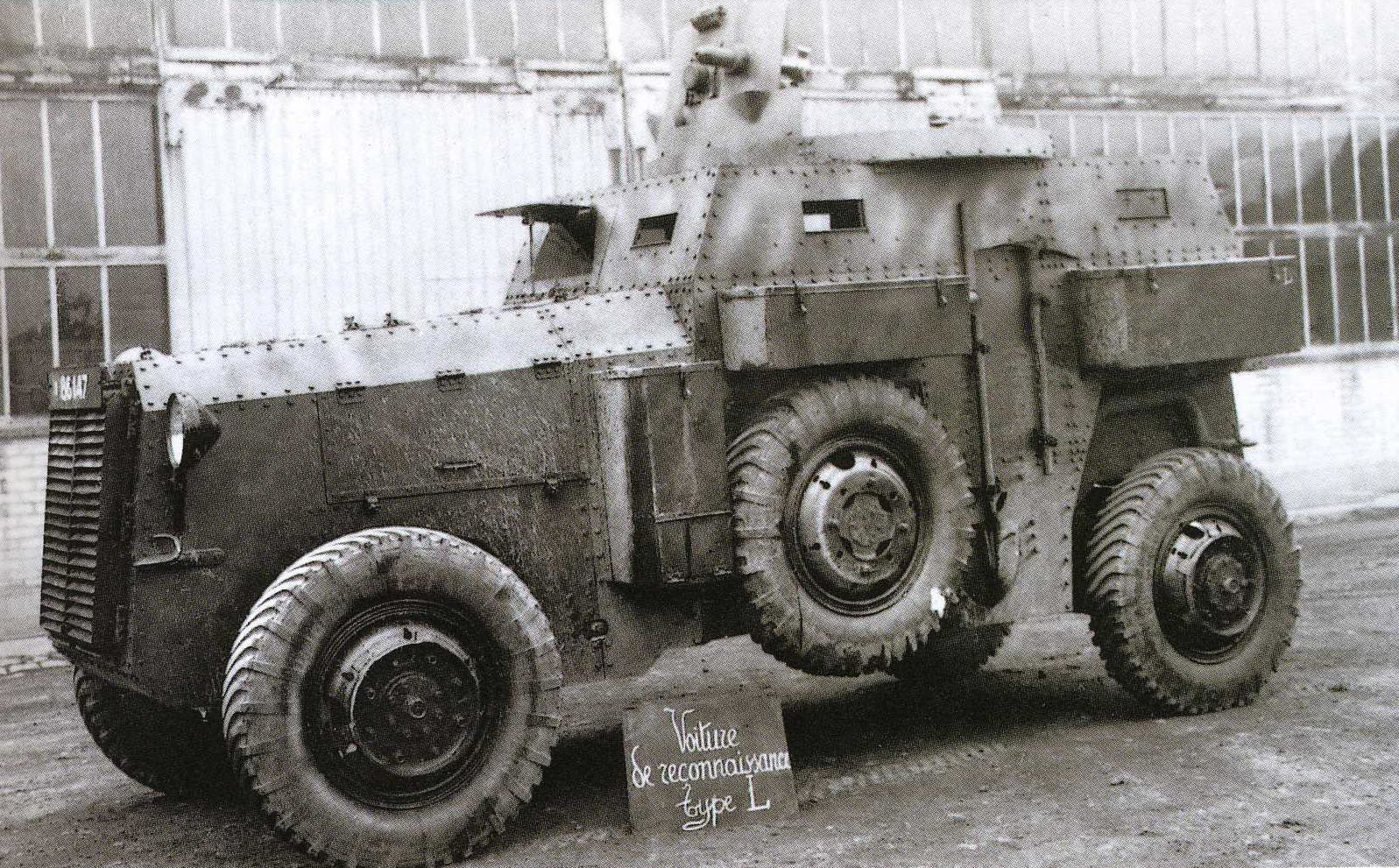
Berliet VUCL bei Versuchen in Vincennes

Vom Berliet VUCL wurden zwei Stück 1931 gebaut. Es war ein vollgepanzertes Fahrzeug mit vorne liegendem Motor und einem MG mit Schutzschild auf dem Dach. Der Motor war möglicherweise mit dem des VUCM identisch.
Vom Berliet VUCM, ausgelegt als Kommandeursfahrzeug mit einer dem VUCL sehr ähnlichen Panzerkarosserie, sind folgende Daten bekannt: Vorne liegender wassergekühlter Vierzylindermotor, Bohrung × Hub 95 × 140 mm, Hubraum 3969 cm³, Radstand 3,15 m. Ein einziges Fahrzeug wurde 1931 gebaut und getestet, war aber zu schwer und zu langsam, Berliet VUCL und VUCM verfielen daher der Ablehnung.

## Berliet VUDB

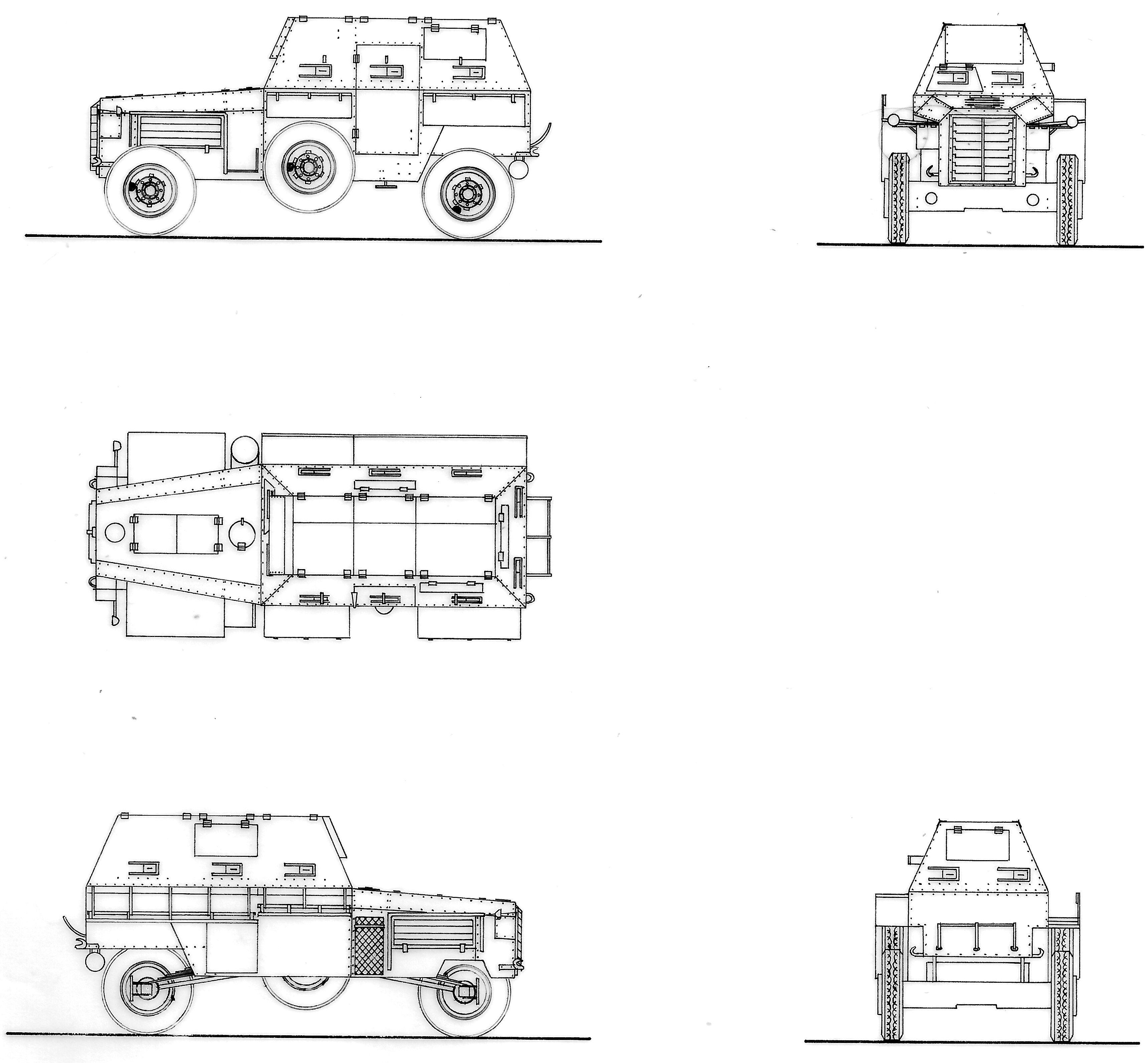
Berliet VUDB, Riß

Der Berliet VUDB erhielt seine allgemeine Betriebserlaubnis am 24. März 1930. In der zeitgenössischen Literatur wird das Fahrzeug auch als Berliet T.V-U.D.P.B. bezeichnet. Er hatte einen wassergekühlten Sechszylindermotor des Typs MLSB, Bohrung × Hub 70 × 109 mm, Hubraum 2517 cm³, effektive Leistung 42 PS, Vierganggetriebe mit Rückwärtsgang und Vorgelege, Radstand 3,07 m, Spur vorne 1,595 und hinten 1,42 m, 4,16 m lang und 1,94 m breit, Geschwindigkeit 55 km/h, Verbrauch 54 Liter/100 km, Fahrbereich 350 km, Panzerung 3–7 mm. Es handelte sich um einen gepanzerten Mannschaftstransportwagen mit vorne liegendem Motor und rückwärtigem Raum für zu transportierende Schützen und zwei Maschinengewehren, die durch aufklappbare Luken feuern konnten. Die französische Armee bestellte und erhielt 50 Stück, die in Nordafrika (Marokko, später Tunesien) bis 1940 zum Einsatz kamen. Die Bezeichnung im französischen Heer lautete Berliet AMD (AMD stand für Automitrailleuse de Découverte = motorisiertes MG für Aufklärung). Weitere 12 Stück erhielt die belgische Armee, die sie auch bis 1940 einsetzte. Es gab weiterhin folgende Varianten:
- Berliet VUDB2: Der Motor (jetzt vom Typ MLSB16) war vergrößert: Bohrung × Hub 73×109,7 mm, Hubraum 2755 cm³. Allgemeine Betriebserlaubnis 9.4.1931. Von der gepanzerten Ausführung keine Serie[8].
- Berliet VUDB2 (ungepanzert): geländegängiger Pkw mit Allradantrieb, 50 Stück 1931[9].
- Berliet VUDB4: Statt des Motors MLSB ein Vierzylindermotor des Typs MLXB, Bohrung × Hub 90 × 130 mm, Hubraum 3308 cm³, 43 effektive PS, Panzerung 5 mm, allgemeine Betriebserlaubnis 1.7.1932[10]: 4 Stück im Jahr 1933, im Jahr 1936 zu Nachrichtenfahrzeugen (mit großer Funkantenne) umgebaut. Später wurden auch alle Berliet VUDB vom Motor MLSB auf den stärkeren Motor MLXB umgerüstet[11].
- Berliet VUDB4 (ungepanzert): geländegängiger Pkw mit Allradantrieb, 20 Stück 1932[12].
- Berliet VUDB5: Nicht eingeführte Version mit 55-PS-Motor[13].

## Berliet VUF
Beim Berliet VUF handelte es sich um einen leichten LKW mit Vierradantrieb, Vierganggetriebe und Vorgelegegetriebe, wassergekühlter Sechszylindermotor Typ MKP (Bohrung × Hub 95 × 100 mm, Hubraum 4253 cm³, 16 Steuer-CV, effektive Höchstleistung bei 3000/min unbekannt), Leergewicht des Chassis 2400 kg, höchstzulässiges Gesamtgewicht 6000 kg, 6,07 m lang und 1,94 m breit, Radstand 4,115 m, allgemeine Betriebserlaubnis 21. September 1943.
- Berliet VUFG: Variante mit Holzgas-Motor Typ MKPG, gleiche Zylindermaße, 11 Steuer-PS, effektive Leistung bei 2500/min unbekannt, Leergewicht 2700 kg, allgemeine Betriebserlaubnis 9. Oktober 1943[15].

Es handelte sich vermutlich um leichte geländegängige Lkw mit einer Nutzlast von ca. 2–2,5 to, deren Entwicklung die Vichy-Regierung in Auftrag gegeben hatte (Berliet in Lyon war der einzige größere Kfz-Hersteller im unbesetzten Frankreich) und die jetzt nach Besetzung durch das Deutsche Reich als Prototypen fertiggestellt wurden. In Produktion gingen die Fahrzeuge offenbar nicht.

## Berliet VUIRP11
Prototyp eines geländegängigen Pkw aus dem Jahr 1936: Wassergekühlter Vierzylinder-Ottomotor(Bohrung × Hub 80 × 99,6 mm, Hubraum 2003 cm³, 11 Steuer-CV, effektive Höchstleistung bei 3000/min unbekannt), Leergewicht des Chassis 780 kg.

## Berliet VUM
Einzelexemplar eines 4x4-Panzerspähwagens mit MG-Turm aus dem Jahr 1930, Gefechtsgewicht 6,8 Tonnen, eingesetzt in Syrien, später zu den Berliet-Werken in Lyon zurück und dort verschrottet. Der Typ wird bei Vanderveen fälschlich als "Berliet UM" bezeichnet. Vom Typ werden in einer zeitgenössischen deutschen Quelle folgende weiteren technischen Daten genannt: 4 Mann Besatzung (davon 2 Fahrer für Vorwärts- und Rückwärtsfahrt), Bewaffnung 1 MG und ein weiteres überschweres MG im Turm, jedes mit 5000 Schuss, Panzerung 9 mm, Sechszylinder-Ottomotor mit effektiver Motorleistung von 76 PS, Höchstgeschwindigkeit 76 km/h, Gesamtgewicht 7 to, Benzinverbrauch 46 l/100 km, Reichweite 300 km, Radstand 3,10 m, Länge 4,85 m, Breite 2,25 m, Höhe 2,60 m, Bodenfreiheit 0,38 m, Getriebe mit 6 Vorwärts- und 6 Rückwärtsgängen, Sehschlitze kreuzförmig.

## Berliet VUR
Beim Berliet VUR handelte es sich um den Prototyp eines geländegängigen Pkw mit Vierradantrieb und Heckmotor: Wassergekühlter Sechszylinder-Ottomotor(Bohrung × Hub 65 × 100 mm, Hubraum 1991 cm³, 11 Steuer-CV, effektive Höchstleistung bei 1800/min unbekannt), Leergewicht des Chassis 1700 kg, Radstand 3 m, Allgemeine Betriebserlaubnis 22. Dezember 1928.Es entstanden zwei Fahrzeuge, eines erhielt 1929 eine Panzerkarosserie.
- Berliet VURB2: Serienausführung des Berliet VUR, jetzt mit Motor vorn: Sechszylinder-Ottomotor Typ MLSB (Bohrung × Hub 70 × 109 mm, Hubraum 2517 cm³, 12 Steuer-CV, effektive Höchstleistung bei 1500/min unbekannt), Radstand 3,00 m, 4,18 m lang und 1,84 m breit[23] Leergewicht des Chassis 2500 kg, Allgemeine Betriebserlaubnis 24. März 1930, 48 Stück 1929–30[24]. Nach anderer Ansicht 53 Stück gebaut, davon zwei als Spezialausführung für die Sahara uns eines für den belgischen König[25].

## Berliet VURL
Bei diesem Fahrzeug handelte es sich um den Prototyp eines geländegängigen Pkw mit Vierradantrieb: Wassergekühlter Vierzylinder-Ottomotor des Typs MKR2 (Bohrung × Hub 80 × 120 mm, Hubraum 2413 cm³, 12 Steuer-CV, effektive Höchstleistung 50 PS bei 3300/min), Leergewicht des Chassis 1530 kg, Maximalgewicht 2800 kg, Radstand 3 m, Länge 4,13 m, Breite 1,875 m, Allgemeine Betriebserlaubnis 30. Dezember 1937: Der Entwurf unterlag beim Vergleich mit dem Laffly V 15 T.

### Originalquellen
Eine Publikation, in der alle vor 1945 gebauten Berliet-Typen individuell abgehandelt wären, gibt es nicht. Neben der unten erwähnten Literatur wurde auf folgende in der Fondation Berliet verwahrte Originalunterlagen zurückgegriffen:
- "Fiches des Mines": Es handelt sich um die Unterlagen zur Erteilung einer allgemeinen Betriebserlaubnis, hierfür ist in Frankreich der "Inspecteur des mines" sachlich zuständig. Diese Unterlagen sind chronologisch geordnet und nummeriert. Nicht zu jedem Typ bzw. Variante gibt es entsprechende Unterlagen, teils, weil sie wohl als Untervarianten eines Typs verstanden wurden, für den eine gesonderte Erlaubnis nicht erforderlich war, teils wohl, weil diese Unterlagen im Laufe der letzten 100 Jahre verlorengegangen sind. Bei Militärtypen gibt es Hinweise, dass eine Betriebserlaubnis direkt durch militärische Dienststellen erfolgte, was entsprechende "fiches des mines" überflüssig machte. Die Quellenbezeichnung lautet: "Fiches No...."
- "Etat des véhicules utilitaires et autobus declares aux mines depuis 1920", eine 15-seitige Zusammenstellung vom 1. Dezember 1941, enthält insbesondere die reservierten Chassisnummernbänder, die jedoch vielfach nicht vollständig ausgeschöpft wurden, einige Typen bzw. Varianten werden nicht erwähnt, Quellenbezeichnung lautet: "Etat S..."
- "Nombre de véhicules construits de 1930 à 1942", siebenseitige Zusammenstellung der zwischen 1930 und 1942 gebauten Stückzahlen an Nutzfahrzeugen, erstellt wohl 1943, erste Seite teilweise irreparabel verderbt, teilweise werden mehrere Typen bzw. Varianten zusammengefasst, Quellenbezeichnung lautet: "Nombre S...."

### Sonstige Quellen
- Monique Chapelle: Berliet. 1. Auflage. EMCE, Saint-Chamond 2016, ISBN 978-2-35740-049-8.
- O.H. Hacker, R.I. Icks, O. Merker, G.P. v. Zetzschwitz: Heigl's Taschenbuch der Tanks Teil I. Neuauflage 1970. Auflage. Lehmanns, München 1970, ISBN 3-469-00277-0.
- Marcotte: Le Salon de Poid Lourds. In: La Revue Industielle. Paris Januar 1929, S. 1–3 (Volltext bei BnF-Gallica – Typenbeschreibungen und Fotografien von Berliet Lastkraftwagen).
- Bart Vanderveen: The Observer’s Army Vehicles Directory to 1940. 1. Auflage. Frederick Warne & Co. Ltd., London & New York 1974, ISBN 0-7232-1540-5.
- François Vauvillier: Tous les Berliet militaires 1914–1940, vol. 1: les camions. histoire&collections, Paris 2019, ISBN 978-2-35250-496-2.
- François Vauvillier: Tous les Blindés 1914–1940 de l' armée française. histoire&collections, Paris 2014, ISBN 978-2-35250-321-7.
- François Vauvillier, Jean-Michel Touraine: L' automobile sous l' uniforme. Massin ed., Paris 1992, ISBN 2-7072-0197-9.